# A los que aman
A los que aman es una película española-francesa de drama y romance de 1998, dirigida por Isabel Coixet, que a su vez la escribió junto a Joan Potau, musicalizada por Alfonso de Vilallonga, en la fotografía estuvo Paco Femenia y los protagonistas son Julio Núñez, Patxi Freytez y Olalla Moreno, entre otros. El filme fue realizado por Canal+ España, Sociedad General de Televisión (Sogetel) y Sogepaq; se estrenó el 16 de noviembre de 1998.

## Sinopsis
Una pasión oculta e intensa deja una huella en la vida de un joven doctor, y a su vez pone en peligro a las personas allegadas a él.